# Rozsudek (Cikker)
Rozsudek (v originále Rozsudok, hráno též pod názvem Zemětřesení v Chile) je opera slovenského skladatele Jána Cikkera na vlastní libreto podle novely Heinricha von Kleista Zemětřesení v Chile (Das Erdbeben in Chile).

## Vznik, charakteristika a historie
Ján Cikker odůvodňoval volbu tématu své nové opery takto: „Kleist v novele, kterou napsal mezi roky 1804 a 1806, kritizuje nelidskost psaných zákonů společnosti – a zejména těch nepsaných, které člověka přivádějí do zkázy. Dále Kleist kriticky poukazuje na skutečnost, že lidstvo dosud nenašlo jiný způsob řešení konfliktů než vraždami, násilím a válkami. Kleista zřejmě zklamalo i poznání, že vnitřní očista, kterou lidé procházejí ve chvílích katastrofy, trvá jen krátce a netýká se všech. To všechno byly pro mne otázky a důvody, proč jsem sáhl k této tematice.“ Opera vznikala za vrcholné normalizace, kdy Cikker propadal depresím, a podle muzikologa Igora Vajdy je Rozsudek „velmi aktuálním protestem proti každému mechanismu moci, který bezohledně šlape po lásce, pravdě, spravedlnosti a svobodě“.

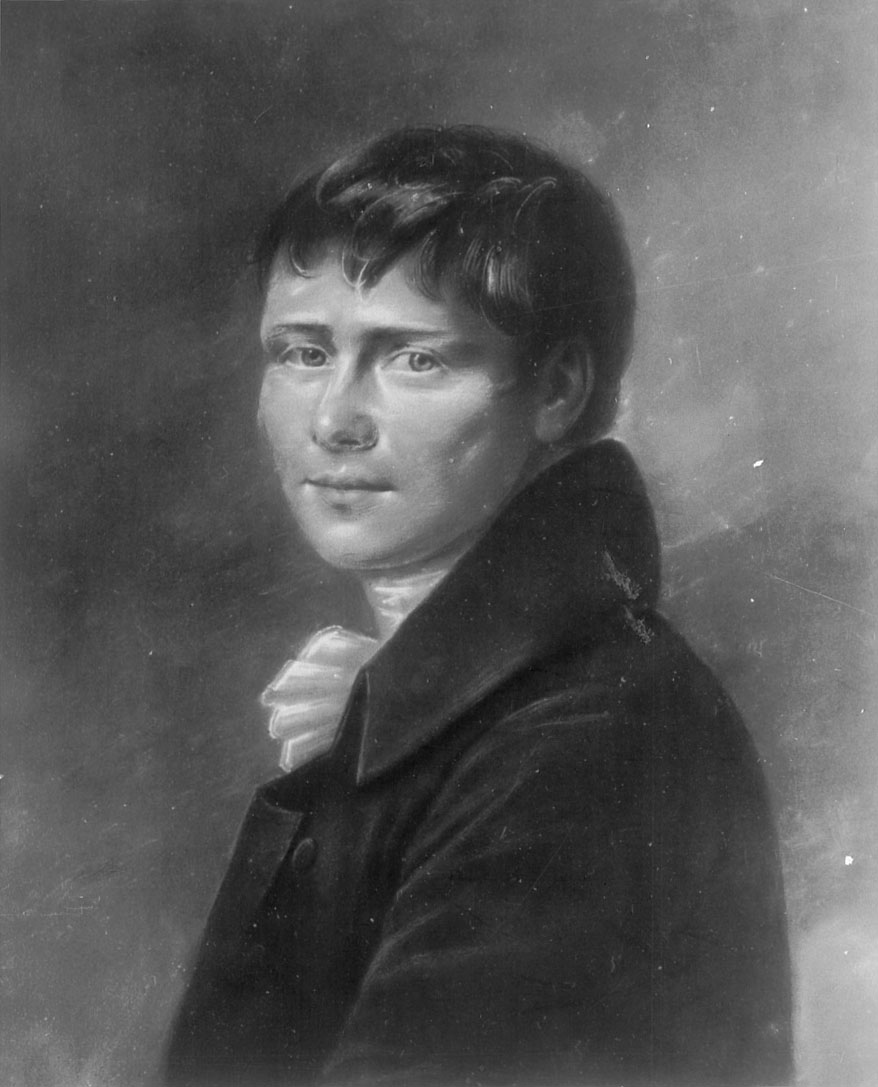
Heinrich von Kleist

Cikker psal operu od 22. května 1976 do 22. července 1978; libreto si – jako u všech oper z pozdního období – vytvořil sám na základě literární předlohy. V případě Rozsudku však do své předlohy nejvíce zasahoval. Děj Kleistovy novely podstatně doplnil: předloha totiž začíná až samotným zemětřesením, tedy její děj pokrývá pouze poslední obraz opery. Cikker rekonstruoval a doplnil děj předcházející přírodní pohromě.
V souvislosti s tím značně dramaticky prohloubil zejména postavu dona Henrica a doplnil scénu, v níž don Henrico žádá i milost pro svou dceru a nabízí za její život svůj. Díky nejednoznačnosti jeho postavení se z něj tak stala nejživotnější postava opery. Vedle toho přidal jiné postavy, zejména významnou postavu Isabeliny indiánské pěstounky Pepity, která provází příběh jakožto divákovo svědomí. Novou postavou je rovněž sestra Laetitia a v podstatě i klášterní představená, která je v novele jen zmiňována. V okamžiku zemětřesení přivádí Cikker na rozdíl od novely Lorenza na Isabelino popraviště. Závěr příběhu naopak v opeře prošel redukcí co do děje i postav: odpadla celá linie se šlechticem Fernandem a jeho rodinou, kteří se v horském útulku s Isabelou a Lorenzem spřátelí, a závěrečná katastrofa se odehrává ještě v horách, a nikoli až ve městě při bohoslužbě za oběti zemětřesení. Skladatel mimo jiné rovněž (podle vlastního vyjádření kvůli zpěvnosti) změnil jména obou hlavních postav z Josefy a Jeronima na Isabelu a Lorenza.
Adaptace není zcela zdařilá: Cikker sáhl ke konvenčním operním situacím a prostředím, náhlé zvraty a nelogičnost děje připomínají nedostatky oper z 19. století, i jazyk díla trpí stylistickou nejednotností a funkční neadekvátností vyjadřování. Přes zásadní změny děje však zůstává základní poselství a morální vyznění Cikkerova libreta věrné Kleistově předloze.
Dramatická skladba opery je však vyvážená. Krajní dějství mají po dvou obrazech a mají dějový charakter, střed opery zabírá třetí dějství bez děje, ale plné vzpomínek a vizí, z nichž taneční sekvence tvoří dramatický vrchol opery. V opeře Cikker vyzdvihl lyrické momenty: velké milostné scény na počátku 1. a 5. obrazu, noční atmosféra kláštera, indiánská píseň, kterou zpívá Pepita před popravou (její slova napsal básník Milan Rúfus). Celým dějem provází hudební motiv Božího hněvu – Dies irae.
V hudební struktuře opery má dominantní úlohu orchestr. Podle I. Vajdy: je Rozsudek typická symfonická opera, v níž jsou místy i lidské hlasy traktované jako barevné složky polyfonní instrumentální faktury. Výrazné postavení má i sbor, podobně jako v opeře Mister Scrooge má významné postavení i balet. Hudba je na základě rozšířené tonality, vyskytují se četné chromatismy a klastry, partitura je v dynamice a ve využití nástrojů velmi diferencovaná. Linie lidských hlasů jsou vroucí a zpěvné, ale nekonvenční. Cikker zde, s výjimkou zmíněného Dies irae, nevyužívá příznačných motivů.
Opera trvá asi 90 minut.
Premiéru měl Rozsudek v roce 1979 v Slovenském národním divadle v rámci Bratislavských hudebních slavností. Ještě téhož roku byl proveden v německém překladu a pod názvem Zemětřesení v Chile v Erfurtu (1979) a o dva roky později v Brunšviku (1981). Českou premiéru uvedla v roce 1983 opavská opera v překladu Martina Dubovice.

## Osoby a první obsazení
| osoba                                                                                        | hlasový obor  | světová premiéra (6.10.1979) | česká premiéra (27.2.1983)            |
| -------------------------------------------------------------------------------------------- | ------------- | ---------------------------- | ------------------------------------- |
| Don Henrico Asteron                                                                          | baryton       | Juraj Martvoň                | Čeněk Mlčák / Vladislav Zápražný      |
| Isabela, jeho dcera                                                                          | soprán        | Marta Nitranová              | Daniela Opravilová / Regina Wernerová |
| Lorenzo Rugera, chudý učitel                                                                 | tenor         | Peter Oswald                 | Zdeněk Jágr / Miroslav Urbánek        |
| Pepita, Isabelina indiánská pěstounka                                                        | alt           | Oľga Hanáková                | Erika Šporerová / Jarmila Vidlářová   |
| Představená kláštera                                                                         | mezzosoprán   | Ľuba Baricová                | Marta Hudecová / Emilie Jirglová      |
| Sestra Laetitia                                                                              | alt           | Nina Hazuchová               | Alena Španihelová / Erika Šporerová   |
| Carlos, ředitel věznice                                                                      | baryton       | Juraj Hrubant                | Vladislav Gřonka / Miroslav Vácha     |
| Hlavní soudce                                                                                | bas           | Róbert Szüss                 | Vladislav Gřonka / Václav Paclík      |
| Pedrillo, uvaděč                                                                             | bas           | Pavol Mauréry                | Karel Smolka / Miroslav Vácha         |
| Notář                                                                                        | tenor         | Štefan Hudec                 | Lubor Malík / Vladimír Němec          |
| První žena                                                                                   | …             | Alžbeta Michalková           | …                                     |
| Druhá žena                                                                                   | …             | Ida Kirilová                 | …                                     |
| První muž                                                                                    | …             | Arnold Judt / Peter Šubert   | …                                     |
| Druhý muž                                                                                    | …             | Stanislav Beňačka            | …                                     |
| Soudce                                                                                       | …             | Anton Kúrňava                | …                                     |
| Dámy a pánové, jeptišky, služebnictvo, stráže, kejklíři, vojáci, lid (v tom čtyři sóla SATB) |               |                              |                                       |
| Dirigent:                                                                                    | Dirigent:     | Ondrej Lenárd                | Oldřich Bohuňovský                    |
| Režie:                                                                                       | Režie:        | Branislav Kriška             | Martin Dubovic                        |
| Choreografie:                                                                                | Choreografie: | Boris Slovák                 | Petr Asmus                            |
| Scéna:                                                                                       | Scéna:        | Ladislav Vychodil            | Josef Adolf Šálek                     |
| Kostýmy:                                                                                     | Kostýmy:      | Helena Bezáková              | František Kříž                        |

## Děj opery
Děj opery se odehrává v Santiagu de Chile v letech 1647–1649.

### 1. dějství
(1. obraz – V domě dona Henrica) Motiv Dies irae přechází v milostnou scénu. Šlechtična Isabela, dcera dona Hencira Asterona, je zamilována svého domácího učitele Lorenza Rugery. Oba si navzájem vyznávají lásku a připravují za tři dny tajný sňatek a útěk do Španělska. Don Henrico milence překvapí, Lorenza vyžene a dceru za trest – a proto, aby její zneuctění utajil – pošle do kláštera.
(2. obraz – Klášterní zahrada) Isabele se podařilo přemluvit starou vrátnou sestru Laetitii, jež stráží klíče od kláštera, a Laetitie již po několikáté tajně vpouští Lorenza. Tentokrát milence málem překvapí matka představená. Lorenzovi se podaří uniknout, aniž by byl poznán. Matka představená se však dovtípí, co se děje, a tuší neblahé následky. Přesto Isabelu pouze napomíná, protože ví, že její pobyt v klášteře není dobrovolný.

### 2. dějství
(3. obraz – Žalář) Isabele se v klášteře narodilo dítě. Tím porušila církevní a světské zákony a má být popravena. V průběhu moci má řadu vidin: své mrtvé matky, soudu, otce prosícího místokrále o milost pro svou dceru, odhalení, mučení a vyhnání Lorenza a jiné, abstraktní přízraky. (Tuto scénu provází tanec dvou tanečníků – „Isabely“ a „Lorenza“ – za sboru s nesrozumitelným textem připomínajícím zaklínadla.) Následuje vidina umírajícího dona Henrica diktujícího závěť, ve které uznává Isabelino dítě a svěřuje je k výchově Pepitě. Nastává ráno a čas popravy. Hlasy sboru Isabelu utěšují a dodávají jí odvahy: po smrti následuje jen mír a láska.

### 3. dějství
(4. obraz – Náměstí) Za velkého zájmu veřejnosti se chystá Isabelina poprava, Pedrillo uvádí senzacechtivé diváky na svá místa. Mezi diváky je i Lorenzo v přestrojení za mnicha: má u sebe jed a hodlá se po Isabelině popravě zabít. Soudce čte rozsudek. Žádost o milost byla zamítnuta. Kat zvedne sekeru, a v tom okamžiku začne zemětřesení; většina náměstí se propadá do země, budovy se hroutí. Za nastalého děsu a za nářku umírajících odvádějí Isabelu její pěstounka Pepita (s dítětem) a Lorenzo do bezpečí.
(5. obraz – V horách) Lorenzo a Isabela se svým dítětem, zachránivší se v horách poblíž Santiaga, se chystají na šťastný život v zámoří. Do hor se však uchylují i další přeživší ze zemětřesení, z nichž někteří poznávají Isabelu. V průvodu mnichů a kajícníků přichází Pedrillo, který se rovněž zachránil, před lidem obviňuje Isabelu a Lorenza, že jejich hříšná láska je důvodem, proč Bůh seslal na Santiago zemětřesení. Dav oba milence i s dítětem zabije; Pepita pláče nad lidskou krutostí.

## Instrumentace
Tři flétny, tři hoboje, tři klarinety, tři fagoty; čtyři lesní rohy, tři trubky, tři pozouny, tuba; tympány, bicí souprava; harfa; celesta; smyčcové nástroje (housle, violy, violoncella, kontrabasy).